# WinMX
WinMX(Windows Music Exchange)는 프리웨어로 제공되는 윈도우용 P2P 파일 공유 프로그램으로, 프론트코드 테크놀로지스(Frontcode Technologies)가 2001년에 개발하였다. 한 연구에 따르면, 2005년에 210만 명의 사용자들이 온라인 음악 파일을 공유하였고 당시 음악 공유 1위의 원천이 되었다고 한다. 프론트코드 자체는 2005년 11월에 WinMX의 개발을 중단하였으나 개발자들의 커뮤니티에서 패치들이나 새로운 호스트 파일들을 수일 안에 공개함으로써 서비스를 다시 시작하기도 했다. 북미에서 WinMX는 비트토렌트와 그누텔라와 같은 다른 네트워크에 잠식 당하기도 했지만 일본에서는 2006년 기준으로 300만 명이 넘는 사용자들이 즐길만큼 가장 유명한 P2P 클라이언트들 가운데 하나로 남기도 했다. 대한민국에서는 한때 소리바다 서버를 이용하지 못하는 사태가 벌어지자 수많은 사용자들이 WinMX를 대신 사용한 것으로 알려져 있다.

## 시작
WinMX는 여러 대의 서버를 동시에 연결할 수 있는 오픈냅 클라이언트에서 비롯하였다. 그러나 프론트코드는 나중에 WinMX 피어 네트워크 프로토콜, 곧 WPNP라는 사유 프로토콜을 만들어내어 2001년 5월에 WinMX 2에 채용하기 시작했다. 프론트코드는 몇 개의 캐시 서버를 운영하여 WPNP 네트워크 운영에 도움을 주었다.
다운로드는 유명한 곡일수록 속도가 더 빠를 수 있다. 그 까닭은 여러 사용자들로부터 조그마한 조각들의 같은 파일을 동시에 내려받을 수 있는 멀티 포인트 다운로드를 사용하기 때문이다. 어떠한 사람들은 스파이웨어나 애드웨어가 WinMX에 들어오지 않으므로 WinMX가 다른 파일 공유 소프트웨어보다 훨씬 더 안전하다고 생각한다.
WinMX 프로그램은 몇 개의 내장 기능을 갖추고 있다. 이를테면 대역폭 감시, 단문 메시지 보내기, 대화방 호스트 등을 들 수 있다. 사용자들은 단문 메시지 시스템이나 대화의 도움을 받아 저들만의 파일을 교환하는 데 협상을 할 수 있다.
대한민국에서 WinMX는 버전이 업데이트됨에 따라 여러 업데이트의 한글 패치가 공개되어 한국의 수많은 사용자들에게 파일 공유에 큰 도움이 되기도 했다.

## 기능
사용자들은 시작할 때 WinMX 피어 네트워크 (WPN)에 접속하여 1차 사용자나 2차 사용자의 권한으로 접속한다. WPN 상에서 쓰이는 기능들 가운데 대다수가 두 부류의 사용자들에게 사용이 가능하지만 1차 사용자가 더 많은 대역을 사용할뿐 아니라 더 나은 연결을 유지하는 경향이 있고 대화방의 주인이 되는 권한을 갖는다. 2차 사용자들은 유휴 대역을 거의 갖지 못하며 연결이 반드시 안정적이지는 않다.
- 파일 공유: 네트워크를 사용하여 거의 모든 종류의 파일을 공유할 수 있다. 일반적인 형태로 오디오, 비디오, 이미지, 압축 파일들을 기본적으로 사용할 수 있고 프로그램의 설정에 따라 변경이 가능하다. 2GB가 넘는 파일들은 공유할 수 없으므로 공유를 하려면 2GB 이하의 덩어리로 잘라놓아야 한다.
- 파일 검색: WinMX에서는 거의 모든 파일을 검색할 수 있다.
- 대화: 기본 내장된 대화 기능을 사용하여 대화를 시도하거나 대화방을 만들 수 있다. 대화방 안에서 파일을 주고 받는 것을 협상할 수 있다. 개인 메시지 보내기 기능도 있고 서로끼리 파일을 주고 받을 수 있다. 그러나 사용자의 설정에 따라 메시지를 차단하는 것도 가능하다. 영어뿐 아니라 다른 언어로도 대화할 수 있게 다국어를 지원한다.
- 오픈냅: 오픈냅 서버에 접속하는 P2P 프로그램으로 시작한다. 수많은 오픈냅 서버에 접속할 수 있으며 이러한 서버들을 통해 사용자들이 더 넓은 사용자베이스에 접속할 수 있어 더 많은 검색 결과를 수신할 수 있다.
- 번역: 공식적으로는 중국어, 네덜란드어, 핀란드어, 프랑스어, 독일어, 그리스어, 헝가리어, 이탈리아어, 일본어, 폴란드어, 포르투갈어, 러시아어, 스페인어, 스웨덴어를 지원한다. 비공식적으로는 개인이 제작한 한글 패치가 따로 존재한다.

## 공식 종료
2005년 11월 13일에 프론트코드 테크놀로지스는 RIAA로부터 "사용자들이 WinMX로부터 저작권이 있는 자료를 다운로드하지 못하도록 필터를 추가하거나 완전히 종료하라"는 내용을 담은 중단 명령의 편지를 받았다. 2005년 9월 21일에 이 네트워크와 WinMX 홈페이지는 공식적으로 폐쇄된 것이 확인되었다.

## 같이 보기
- 위니 (소프트웨어)
- 셰어 (소프트웨어)